# Fugue de la mort
Fugue de mort ou Fugue de la mort (Todesfuge en allemand) est un des poèmes les plus connus de Paul Celan. Inspiré par l'extermination des Juifs dans les camps de concentration allemands et sa culpabilité d'avoir survécu, il fut probablement écrit après la Deuxième Guerre mondiale. Composé en allemand,la langue de l’ennemi, le poème est paru pour la première fois dans une traduction en roumain en mai 1947. Sa première publication en allemand n'eut lieu qu'en 1948 dans le recueil Le Sable des urnes. « Der Tod ist ein Meister aus Deutschland » (« la mort est un maître d'Allemagne ») est une phrase souvent citée extraite de ce poème.
Ce magnifique poème est souvent cité comme la parfaite contreproposition à la célèbre formule du philosophe Theodor Adorno, selon laquelle il serait barbare d'écrire un poème après Auschwitz.
Le compositeur allemand Tilo Medek en a réalisé une adaptation musicale en 1967.